# Lördagstjärnarna (Lycksele socken, Lappland, 717520-160810)
Lördagstjärnarna är en sjö i Lycksele kommun i Lappland och ingår i Öreälvens huvudavrinningsområde.